# Horseleap
Horseleap is een plaats in het Ierse graafschap Westmeath.